# 加勒比僧海豹
加勒比僧海豹（学名：Neomonachus tropicalis），又名西印度僧海豹，是一种已滅絕的新僧海豹屬。牠們是唯一在加勒比海及墨西哥灣生活的海豹。最後確定觀察到牠們是於1952年在小塞拉納島。於2008年，美國政府宣佈經過5年搜尋，認為牠們已經滅絕。
加勒比僧海豹的骨頭現正存放在鹿礁島的博物館內。

## 生理
加勒比僧海豹是相對較細小的海豹，只有6-9呎長，頸部有一環環的脂肪，毛皮由褐色漸變至腹部的黃白色。牠們的腳底及手掌都沒有毛，內側手指的指甲發育良好。雄性可以長達2.25米及重200公斤，雌性則較為細小，故是兩性異形。

## 行為與生態
加勒比僧海豹生活在海洋環境，大部份時間都是在水中，在沿岸休息或繁殖。牠們主要吃龍蝦、章魚等。
加勒比僧海豹像其他的海豹般，在陸地上懶洋洋。牠們沒有攻擊性及對人類的戒心，成為了牠們最終滅絕的原因。

## 繁殖及壽命
對於加勒比僧海豹的繁殖行為及壽命所知甚少。從在尤卡坦州被殺的雌海豹中發現了發育良好的胎兒，故推斷幼海豹可能是於12月初出生。牠們的平均壽命約有20歲。

## 歷史

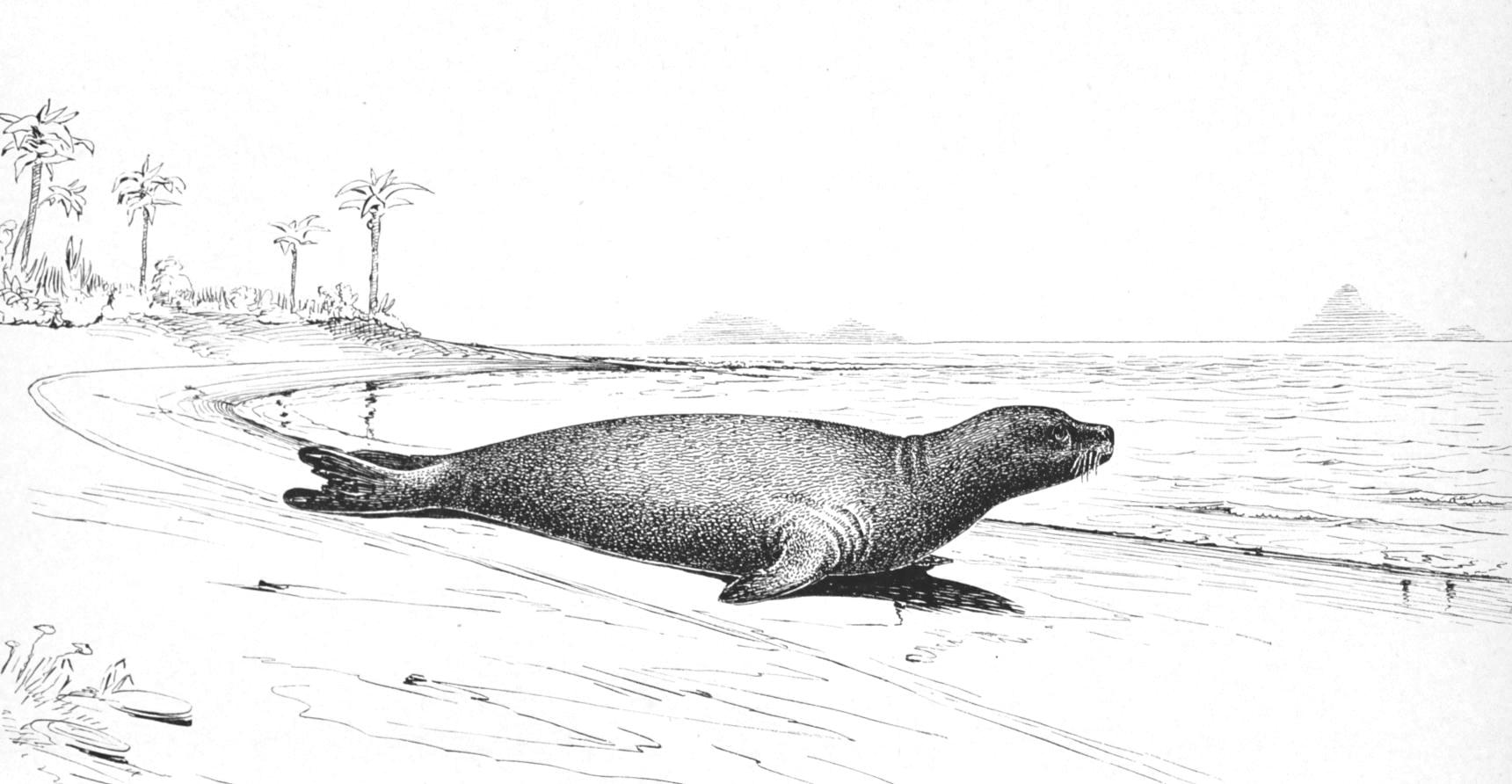
加勒比僧海豹的圖畫。

於1494年的旅程中，哥倫布將加勒比僧海豹描述為「海狼」，並獵殺8隻加勒比僧海豹作為食物。這個區域後來成為殖民地，而加勒比僧海豹的棲息地亦被破壞。獵人為了加勒比僧海豹的脂肪而獵殺牠們。

## 觀察
在美國，最後發現加勒比僧海豹是於1932年的德克薩斯州對開海面。最近可靠的觀察紀錄則是於1952年在洪都拉斯及牙買加之間的小塞拉納島。
海地及牙買加的當地漁民及潛水員曾指發現加勒比僧海豹，但最近的兩項研究都未能發現牠們。一些學者認為這些觀察可能是一些離群的冠海豹。2018年，由佛瑞斯特葛蘭特執行的一項考察中，未發現西印度洋僧海豹。

## 外部連結
- Fact files: Caribbean Monk Seal, Monachus tropicalis
- The Extinction Website - Species Info - Monachus tropicalis